# Monhystera tatrica
Monhystera tatrica är en rundmaskart. Monhystera tatrica ingår i släktet Monhystera och familjen Monhysteridae. Inga underarter finns listade i Catalogue of Life.